# Beyond the Permafrost
Beyond the Permafrost è il secondo album in studio del gruppo musicale thrash metal statunitense Skeletonwitch pubblicato dall'etichetta discografica Prosthetic Records nel 2007. Con questa uscita discografica la band cominciò ad incrementare la propria notorietà.

## Il disco
Le sonorità presenti su questo disco sono una commistione di thrash, death metal e, in minor parte, black metal. Alcune delle canzoni qui incluse contengono anche dei fraseggi e degli assoli di chitarra ispirati all'heavy metal tradizionale, fornendo un'ampia varietà di strutture musicali. Le linee vocali adottate dal cantante si ispirano a quelle spesso riscontrabili nel metal estremo, basandosi principalmente sullo screaming, ma avvalendosi in alcuni momenti anche del growl.
Il brano Sacrifice to the Slaughtergod venne utilizzato per la realizzazione di un videoclip, mentre la traccia Soul Thrashing Black Sorcery apparve nella colonna sonora del videogioco Brütal Legend del 2009.
L'album, uscito nel 2007 in formato CD e su disco in vinile, fu ristampato in edizione picture disc sette anni dopo, sempre ad opera della Prosthetic Records.

## Tracce
1. Upon Wings of Black – 2:40
2. Beyond the Permafrost – 2:29
3. Baptized in Flames – 4:05
4. Sacrifice for the Slaughtergod – 2:53
5. Vengeance Will Be Mine – 3:08
6. Limb from Limb – 2:16
7. Cast into the Open Sea – 3:16
8. Fire from the Sky – 2:33
9. Soul Thrashing Black Sorcery – 2:34
10. Remains of the Defeated – 3:05
11. Feast upon Flesh – 3:09
12. Within My Blood – 4:12

## Formazione
- Chance Garnette – voce
- Nate "N8 Feet Under" Garnette – chitarra
- Scott "Scunty D" Hedrick – chitarra
- Eric "Harry" Harris – basso
- Derrick "Mullet Chad" Nau – batteria

### Produzione
- Corey Smoot – produzione
- Skeletonwitch – produzione
- Dave "Gibby" Gibson – assistente all'ingegneria del suono
- Alan Douches – mastering
- John Dyer Baizley – grafica